# Чому я не хочу вертатись до СРСР?

Обкладинка брошури памфлету «Чому я не хочу вертатись до СССР?»

«Чому я не хочу вертатись до СССР?» (інша назва — «Чому я не хочу вертатися на „родіну“?») — лист-памфлет Івана Багряного, який він написав 1946 року в еміграції. У ньому автор виклав політичну декларацію національної гідності й прав людини, яка пережила примусову репатріацію, насильство, тортури, приниження як колишній в'язень, остарбайтер, полонений, позбавлений власного імені.
У памфлеті СРСР був представлений як «родіна-мать», що влаштувала геноцид проти власного народу.

## Загальна характеристика та історія написання
Памфлет «Чому я не хочу вертатися до СРСР?»  був написаний у 1946 в еміграції, його одразу переклала багатьма європейськими мовами — як відповідь на облудні заклики радянської пропаганди і спроби західних урядів провадити насильницьку репатріацію (поверненню на батьківщину) біженців до СРСР: де-факто, прямо до концтаборів.
Іван Багряний починає свою розповідь з власної історії ранніх років, яку він пережив у віці 13 років. На його пасіці більшовики жорстоко вбили його діда, однорукого каліку, та дядька, що колись брав участь в Українській революції. Далі автор розповідає, як більшовики вчиняли геноцид проти українського народу. Автор впевнений, що комунізм є найновішою фазою російського імперіалізму і засобом знищення окупованих ним націй — включно з українською. В памфлеті вперше йшлося про червоний терор, організованого більшовиками і згодом Сталіним проти України, про істинний зміст «колективізації», «знищення куркуля як класу», про криваву каральну машину ДПУ-НКВС, про голодомор 1933 року, про знищення інтелігенції 1932—1939 рр. — «розстріляне відродження».

## Основні тези памфлету
- «Я не тільки не є злочинцем супроти своєї Вітчизни, а, навпаки, я витерпів за неї третину свого життя по радянських тюрмах і концтаборах ще до війни… Вона мені сниться щоночі і все ж я не хочу вертатись до неї. Чому? Бо там більшовизм».
- «Замучили вони мого діда за те, що він був заможний український селянин… й був проти „комуни“…Пізніше тими самим шляхами пішов і я, і вся моя родина…»
- «Український народ в цій страшній трагедії був доведений до людожерства… Наші матері і сестри є з одного найшляхетнішого слов'янського племені, з України, і вони такі ж шляхетні й предобрі, як матері й дівчата Італії або Франції, або Англії. Але… до того ступеня трагізму вони були доведені більшовизмом…»
- «Крім високої інтелігенції з іменами, в ці два роки було вимордувано безліч інтелігенції безіменної…»
- «Я не хочу вертатися під більшовизм тому, що я сидів у тюрмах із священиками різних церковних напрямів і бачив, як їх бито і мордовано. За наказом Сталіна їх винищено в СРСР, а церкви поруйновано, і цілих 25 років вибивано з людських душ найменші ознаки християнської релігії. У брутальний, підлий спосіб.»

## Критика
Іван Дзюба: «Це була відповідь патріота України, який хотів використати становище емігранта, перебування у вільному світі для боротьби за її свободу».
Олександр Шугай: "Якби сталося так, що І. Багряний, крім памфлету «Чому я не хочу вертатись до СССР?, не створив більше нічого, він би все одно увійшов до історії українського народу як його надійний оборонець, видатний полеміст і політичний діяч».
Лариса Івшина: «Іван Багряний вважав своїм обов'язком розповісти всьому світові правду про цей час…»
Григорій Клочек: «В чому феноменальність цього памфлету? Можна з певненістю твердити, що це перший у світовій публіцистиці твір, який з вражаючою емоційною силою і з абсолютною доказовістю розкрив страхітливу сутність СРСР як імперії, що втілила у собі безмір спрямованого проти людини Зла…»